# Ferrovia di Mittenwald
La ferrovia di Mittenwald (in tedesco Mittenwaldbahn) conosciuta anche con il nome di ferrovia del Karwendel (in tedesco Karwendelbahn) è una linea ferroviaria che si sviluppa tra le Alpi e che congiunge Innsbruck via Seefeld in Tirol, entrambe in Tirolo (Austria) a Mittenwald e quindi a Garmisch-Partenkirchen, entrambe in Baviera (Germania). Insieme alla ferrovia di Ausserfern (in tedesco Ausserfernbahn), collega il distretto austriaco di Reutte (che si trova ad ovest del passo di Fern) con il resto del Tirolo passando per la Germania.

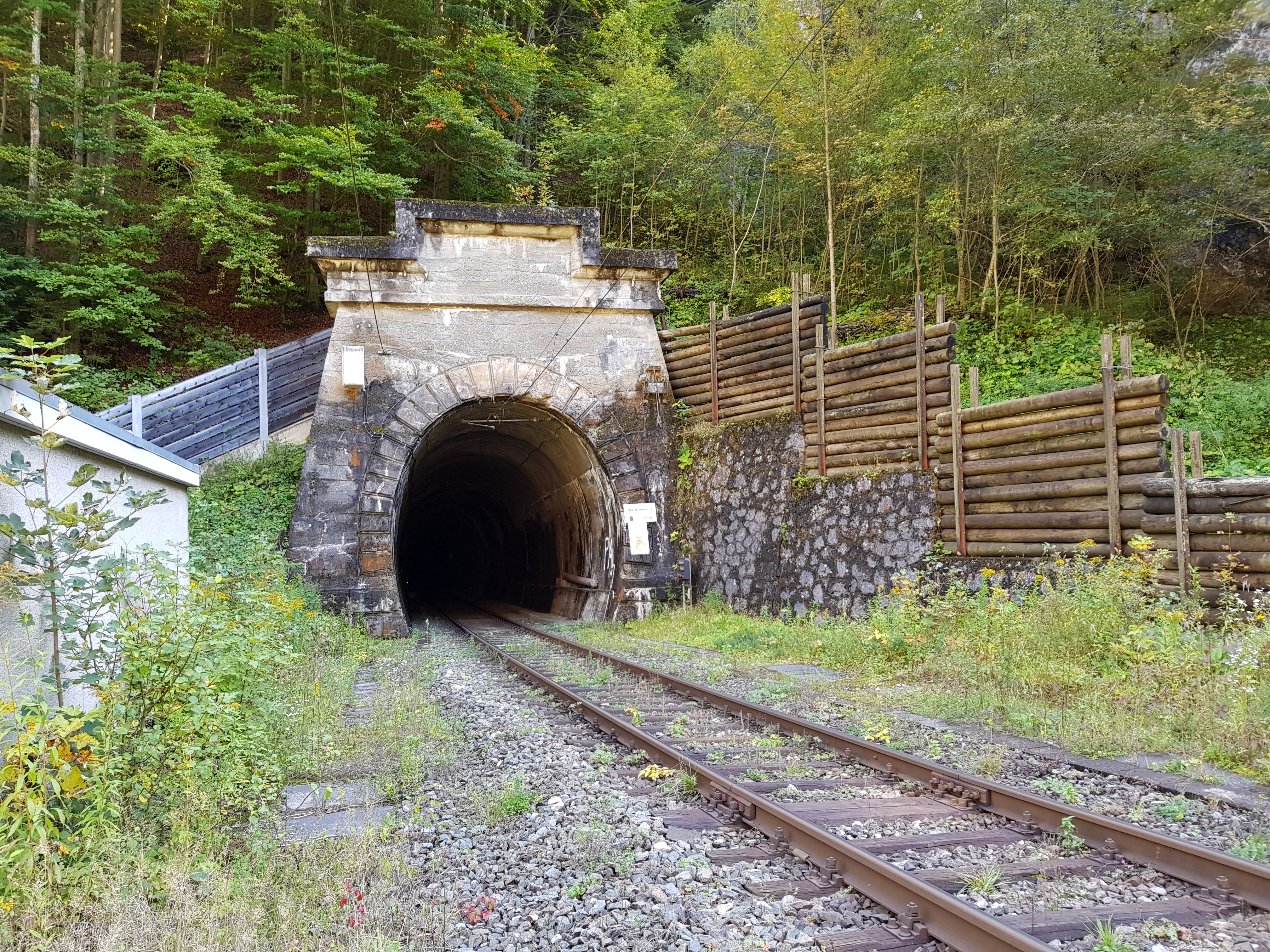
Galleria Martinswand, al km 9+477 della linea

Costruita tra il 1910 e il 1912 dagli ingegneri e appaltatori Josef Riehl e Wilhelm Carl von Doderer, il percorso è stato inaugurato il 28 ottobre 1912 e gestito congiuntamente dalle Ferrovie federali austriache e dalle Reali Ferrovie dello Stato della Baviera. È stata una delle prime linee che ha visto l'impiego di elettrificazione ad alta tensione monofase a corrente alternata.

## Storia

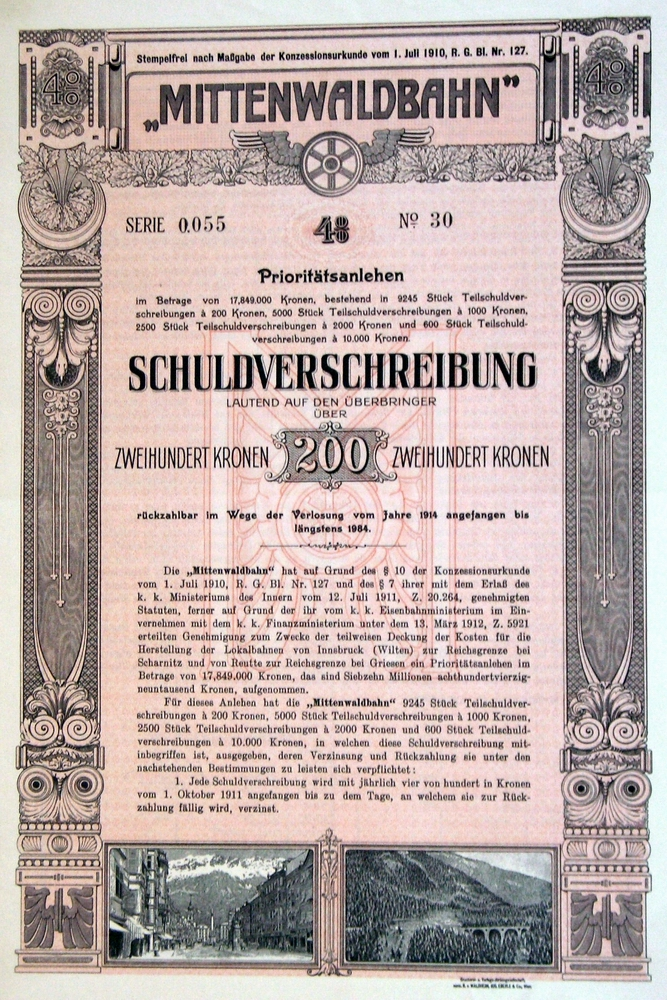
Raccolta fondi per la sezione austriaca della ferrovia di Mittenwald, Innsbruck, 1912

L'ingegnere e imprenditore Josef Riehl aveva già presentato una proposta alla fine del 1880 al Ministero austriaco del Commercio e dell'Economia (in tedesco Ministerium für Handel und Volkswirthschaft) per un percorso in direzione est, da Innsbruck a Hall in Tirol, e poi indietro verso ovest fino a Seefeld, con un percorso sviluppato in gran parte in galleria. Per ottenere la concessione per questo progetto ci vollero molti anni, soprattutto per le controversie sul finanziamento che prevedeva esborsi consistenti in anticipo senza alcuna garanzia di un ritorno economico.
Quando Riehl finalmente ricevette l'approvazione dalle autorità per la costruzione della linea di Mittenwald sul lato austro-ungarico del confine fondò un consorzio con l'imprenditore e ingegnere Wilhelm Carl von Doderer per i lavori di costruzione. I gestori dell'effettiva costruzione sono stati gli ingegneri Karl Innerebneron, a nome di Riehl, e August Mayer, a nome di Doderer. Il contratto comprendeva tutte le questioni necessarie per il funzionamento della ferrovia. Oltre alla costruzione della linea era incluso l'acquisizione dei terreni, del materiale rotabile, delle apparecchiature e della centrale elettrica. Il contratto prevedeva il prezzo fisso per la realizzazione del progetto pari a 24.401.700 corone da versare ai contraenti Riehl e von Doderer, che in tal modo si assunsero ogni rischio di possibili superamenti dei costi.
In termini di lunghezza, la ferrovia di Mittenwald era un progetto ferroviario molto costoso a causa delle molte gallerie. È stato previsto fin dall'inizio che sarebbe stata una ferrovia elettrificata. Per alimentare la linea con la potenza necessaria è stata costruita sul fiume vicino Ruetz Stephansbrücke (il ponte di Stefano), nella valle dello Stubai, una centrale idroelettrica con due turbine da 4000 cavalli vapore cadauna. Con il prolungamento della linea ferroviaria in Baviera, questa parte della linea è stata alimentata da una diversa centrale, quella del Walchensee, terminata da 1924. Nonostante le difficoltà, la sezione della ferrovia di Mittenwald sul territorio austro-ungarico è stata costruita nel tempo notevolmente breve di circa due anni.
La sezione bavarese tra Garmisch e Mittenwald risale ad una richiesta nel 1896 dal Consiglio di Mittenwald nei confronti di Lokalbahn AG di Monaco, per sviluppare un progetto per la continuazione della ferrovia locale Murnau-Garmisch-Partenkirchen (Localbahn Murnau-Garmisch-Partenkirchen) a Mittenwald.
Questa tratta, inaugurata il 1º luglio 1912, in contraddizione con il piano originale, è stata in un primo momento percorsa da locomotive a vapore in quanto né la centrale né le locomotive elettriche erano pronte. Sul versante austriaco la linea è stata alimentata elettricamente a partire dal 28 ottobre 1912 mentre nel tratto bavarese si è passati a trazione elettrica solo dal 25 aprile 1913.
Durante la seconda guerra mondiale la ripida pendenza e la breve distanza tra le stazioni hanno impedito l'uso della ferrovia da parte delle forze armate. Nel 1945 la ferrovia di Mittenwald è stata giudicata dagli Alleati strategicamente importante: un totale di sei raid aerei sono stati pilotati contro il viadotto di Gurglbach. Anche il ponte per l'attraversamento del fiume Inn più volte il bersaglio di raid aerei.
Durante l'inverno del 1950 una locomotiva è stata completamente interrata da una valanga nella zona di Martinswald; la ferrovia è stata poi riaperta con l'aiuto delle truppe di occupazione francesi. Nel 1968 il sito è stato protetto dal rischio di valanghe attraverso costruzione di una galleria paravalanghe.
Con lo svolgimento dei Giochi olimpici invernali del 1976 a Innsbruck e Seefeld, data l'intensificazione del traffico, la linea di Mittenwald e tutte le stazioni sono state dotate di segnali luminosi ed è stata costruita una nuova stazione a Seefeld in Tirol.
Nel 1980, in occasione dell'allargamento di molte strade di Innsbruck, è stato necessario alzare la linea ferroviaria con la costruzione di nuovi ponti.

## Caratteristiche

### Percorso
| Straight track |

| Station on track |

| Unknown route-map component "ABZgl" |

| Small bridge over water |

| Stop on track |

| Stop on track |

| Small bridge over water |

| Non-passenger station/depot on track |

| Enter and exit tunnel |

| Station on track |

| Enter and exit tunnel |

| Stop on track |

| Station on track |

| Unknown route-map component "ABZgr" |

| Station on track |

| Unknown route-map component "eHST" |

| Stop on track |

| Station on track |

| Restricted border on track |

| 33,160  |
| 123,527 |

| Station on track |

| Station on track |

| Non-passenger station/depot on track |

| Stop on track |

| Unknown route-map component "ABZg+l" |

| Station on track |

| Straight track |